# Chamaeranthemum tonduzii
Chamaeranthemum tonduzii är en akantusväxtart som beskrevs av Gustav Lindau. Chamaeranthemum tonduzii ingår i släktet Chamaeranthemum och familjen akantusväxter. Inga underarter finns listade i Catalogue of Life.